# Nanine

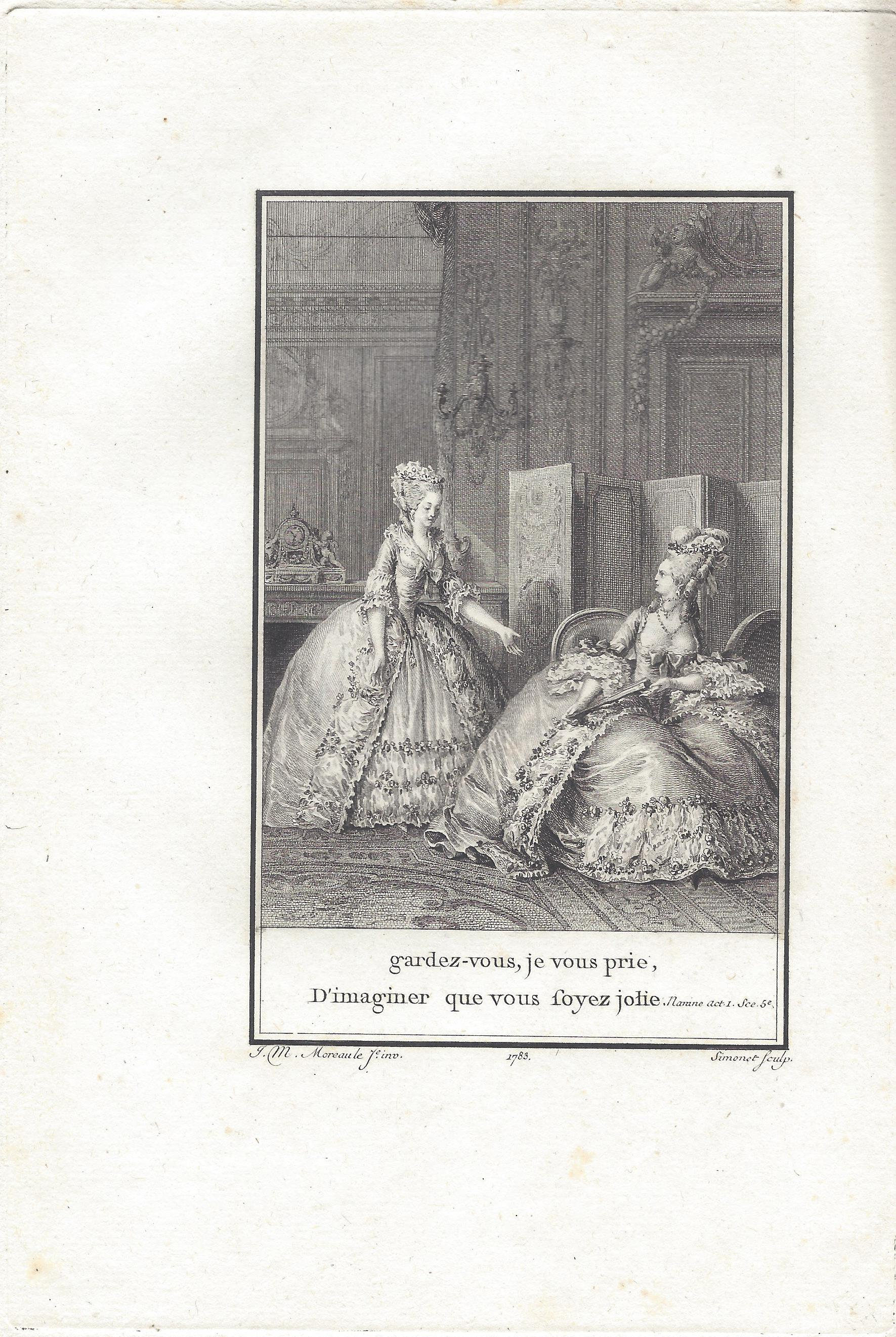
Jean-Michel Moreau: Illustration zur Nanine, 1783

Nanine mit 1763 erweitertem Titel Nanine, ou le Préjugé vaincu, ist eine 1748 entstandene empfindsame Komödie in drei Akten und in Versen von Voltaire. Das Stück wurde am 16. Juni 1749 in Paris unter der Regie des Autors uraufgeführt und im gleichen Jahr in Buchform veröffentlicht.

## Handlung
Akt 1
Die Handlung spielt in der französischen Provinz im Schloss des seit 2 Jahren verwitweten Grafen d’Olban. Der Gärtner Blaise hält bei dem Grafen um die Hand der im Schloss aufgewachsenen Waisen Nanine an, dieser weicht aber aus. Der Graf erkennt, dass er die junge und schöne Nanine liebt. Einer Hochzeit steht jedoch der Standesunterschied entgegen. Die intrigante Baronin von Orme, die auf eine Heirat mit dem Grafen hinarbeitet, hat längst erkannt, dass d’Olban Nanine liebt und versucht, ihre Konkurrentin in einem Kloster zu entsorgen.
Akt 2
Die Baronin verlässt mit Nanine das Schloss, um sie ins Kloster zu verschaffen, doch d’Olban lässt sie von einem Bediensteten zu sich bringen. Der Graf macht ihr einen Heiratsantrag. Die junge Waise weiß nicht, ob sie annehmen soll, und wartet auf ein Zeichen des Himmels. Sie gibt Blaise einen Brief für Philippe Hombert. Die Baronin fängt den Brief ab und zeigt dem Baron das Schriftstück an den „Rivalen“, den Nanine liebe.
Akt 3
Ein Bauer taucht auf und stellt sich als Philippe Hombert, „né d’une honnête famille“ vor. Er ist Nanines Vater. Damit ist Nanine von angemessener Herkunft und die Mutter des Grafen muss der Heirat zustimmen.

## Literarische Vorlage und biografische Bezüge
Voltaire schrieb seine empfindsame Komödie Nanine beeinflusst durch den Erfolg von Samuel Richardsons Pamela (1740). Die Erstfassung wurde auf Anregungen der Madame d’Argental umgearbeitet. Der glückliche Ausgang ist in der Endfassung der Tugend der Liebenden geschuldet und weniger der Richtigstellung des Standes. Die Nanine ist die letzte eigenständige Inszenierung Voltaires in Paris vor seinem dauerhaften Exil.

## Aufführungen und zeitgenössische Rezeption
Die Komödie wurde am 16. Juni 1749 an der Comédie-Française in Anwesenheit des Autors aufgeführt. Das Publikum reagierte verhalten. Ab 1754 kam das Stück  wiederholt auf den Spielplan und wurde zu Ehren Voltaires 1778 wiederholt gegeben.

## Drucklegung
Nanine wurde nach dem Erscheinen eines Raubdruckes, der wohl nach einem in Lunéville entwendeten Manuskript entstand, von Voltaire überarbeitet und erschien noch 1749 in der ersten autorisierten Ausgabe in zwei identischen Auflagen bei Mercier und Lambert in Paris. 1763 wurde die Neuauflage bei Duchesne im Titel um die Angabe: Le Préjugé vaincu erweitert. Im Vorwort dieser Ausgabe fehlt die Passage über die Raubdrucke. 1766 erschien unter dem Titel Nanina  in St. Petersburg eine russische Übersetzung von I. F. Bogdanovic.

## Beigabe
In seinem Vorwort zum ersten autorisierten Druck der Nanine bezeichnete Voltaire das Stück als Bagatelle, in der er zur Erregung der Larmoyanz Elemente der Tragödie eingefügt habe.

## Erste Ausgaben
- Nanine, Comédie, En vers de dix dissillabes, Par Monsieur de V. Représenteée par les Comédiens ordinaires du Roi aux mois de Juin & Juillet 1749, Paris, Par la Compagnie des Libraires Associés (Raubdruck vermutlich Amiens, Godard), 12°, 83 S.
- Nanine, comédie en 3 actes, en vers de dix syllabes, donnée par l’auteur, Paris, P.-G. Le Mercier und M. Lambert, 1749, 12°, XVI (II), 92, (1) S. online
- Nanine, comédie en 3 actes, en vers de dix syllabes, donnée par l’auteur, La Haye, ohne Drucker, 1749, 12°, 80 S. online
- Nanine, ou l’Homme sans Préjugé, comédie en 3 actes et en Vers par M. de Voltaire, Wien, Gehlen, 1753, 12°, 79 S. online
- Nanine, ou le Préjugé vaincu, comédie en 3 actes, en Vers de dix syllabes par M. de Voltaire, Représentée pour la première fois par les Comédiens français du Roi le 16 juin 1749, Paris, Duchesne, 1763, 12°, 96 S.